# サヨナラは八月のララバイ
「サヨナラは八月のララバイ」（サヨナラははちがつのララバイ）は、吉川晃司の2枚目のシングル。1984年6月1日にSMSレコードからリリースされた。

## 概要
前作「モニカ」に続く第2弾シングル。初回プレス盤はレコードジャケットに、特製ピンナップが付随されていた。
曲中の随所にガラスの割れる音がスクラッチされている。
音楽番組『ザ・ベストテン』（1978年 - 1989年、TBS系列）で本楽曲を歌っている時、サビの部分である「『はちがつの～』が『かちがつの～』と聞こえる」という投書の葉書が番組宛に送られ紹介されたが、吉川は「その方がロックっぽく聞こえるので、そのように歌っている」と答えていた。
カップリング曲「フライデーナイトレビュー」は、ファースト・アルバム『パラシュートが落ちた夏』（1984年）収録とは別音源となっている。ソロ活動休止前の1988年12月に再発売された8センチCDシングルの他はベスト盤などに一切収録されておらず、音源の入手は困難となっている。同年発売のSMSレコード時代のベスト盤『beat goes on』（1988年）に当初は収録される予定だったが、結局収録されなかった。

## 主な記録
オリコンチャートの最高順位は週間6位。オリコン発表の売上枚数は22.3万枚。

## リリース履歴
| No. | 日付           | レーベル    | 規格      | 規格品番 | 最高順位 | 備考                               |
| --- | -------------- | ----------- | --------- | -------- | -------- | ---------------------------------- |
| 1   | 1984年6月1日   | SMSレコード | EP        | SM07-243 | 6位      | 初回プレス版のみ特製ピンナップ付属 |
| 2   | 1988年12月16日 | SMSレコード | 8センチCD | MD10-2   | -        |                                    |

## 収録曲
| 全編曲: 大村雅朗。 |                                                 |          |          |      |
| #                  | タイトル                                        | 作詞     | 作曲     | 時間 |
| 1.                 | 「サヨナラは八月のララバイ」                    | 売野雅勇 | NOBODY   | 3:45 |
| 2.                 | 「フライデーナイトレビュー (sea-side version)」 | 安藤秀樹 | 原田真二 | 4:57 |

## 収録アルバム
- サヨナラは八月のララバイ
  - LA VIE EN ROSE（1984年）
  - MAIN DISH（1985年、12インチ・シングル）（リミックスバージョンで収録）
  - beat goes on（1988年）
  - GOLDEN YEARS VOL.II（1993年）（ライブバージョンで収録）
  - BEST BEST BEST 1984-1988（2005年）
  - Disco K2（2007年）（リミックスバージョンで収録）

- フライデーナイトレビュー (sea-side version) 
アルバム未収録